# Wols
Wols, egentligen Alfred Otto Wolfgang Schulze, född 1913 i Berlin, död 1951 i Paris, var en tysk-fransk fotograf, målare och grafiker. Konstnärsnamnet Wols skapades av de första bokstäverna i Wolfgang Schulze.
Wols betraktas som en av de tidigaste och mest betydande konstnärerna inom den informella konsten, som började vid andra världskrigets slut med Paris som centrum. Hans konst har anknytning till både lyrisk abstraktion och tachism. Det definitiva genombrottet som konstnär kom 1947 och han blev inspiratör för flera konstnärer.

## Biografi
Wolfgang Schulze växte upp i Berlin och Dresden. Han utbildade sig kort inom fotografi och formgivning innan han 1932 begav sig till Paris, där han försörjde sig som fotograf, lärde känna flera konstnärer och snart träffade sin blivande fru, Gréty Dabija. År 1937 blev han officiell fotograf vid världsutställningen i Paris, och tog sig konstnärsnamnet Wols.
När andra världskriget bröt ut 1939 begav han sig inte till Tyskland, utan hamnade istället i franskt interneringsläger, där han började med teckning och akvarell. Efter att 1940 ha släppts ut ur lägret höll han sig gömd i närheten av Marseille, under djup fattigdom. Efter att Paris befriats från den tyska ockupationen 1944, återvände han dit. Han var då sliten av åren på flykt och en hög alkoholkonsumtion.
Wols fick material att teckna och måla med av galleriägaren René Drouin. Det var också på hans galleri Wols sedan hade utställning. Konstkritikern Michel Tapié, som myntade begreppet art informel (informell konst), menade att det framför allt var tre utställningar i Paris 1945 som markerade början på denna konstriktning: Jean Fautriers Otages, Jean Dubuffets haute pâte-verk och Wols teckningar och akvareller. Wols definitiva genombrott, åtminstone bland kritiker och konstnärer, kom dock först 1947. Han hade året innan börjat med oljemålning och under ett år producerat 40 verk.
Wols hälsa fortsatte dock att förvärras, inte minst av alkoholmissbruk. Han dog 1951 av matförgiftning.
Wols hade ingen stor framgång publikt, men han fick stor betydelse genom att inspirera flera andra konstnärer och även författare.